# Élection présidentielle colombienne de 1918
L'élection présidentielle colombienne de 1918 se déroule le 10 février 1918 pour élire le président de la République. Le vainqueur, Marco Fidel Suárez, qui devait initialement régir le pays pour la période 1918-1922, renonce un an avant la fin de son mandat.

## Candidats
Lors de cette élection, les parlementaires conservateurs se divisent entre le parti conservateur et le parti national de la présentation de deux candidats : le ministre Marco Fidel Suárez pour les nationaux et l'écrivain Guillermo Valencia pour les conservateurs traditionalistes. 
Les libéraux soutiennent la candidature de José María Lombana Barreneche.

Candidats à l'élection présidentielle colombienne de 1918.
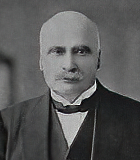
Marco Fidel Suárez.
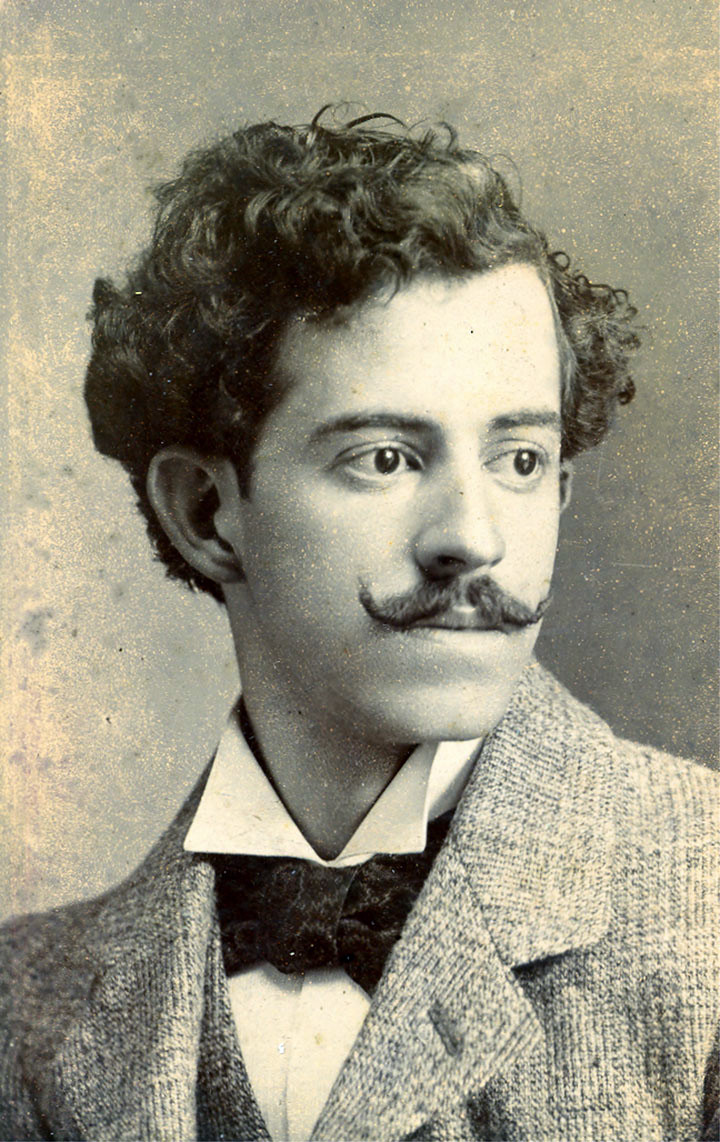
Guillermo Valencia.
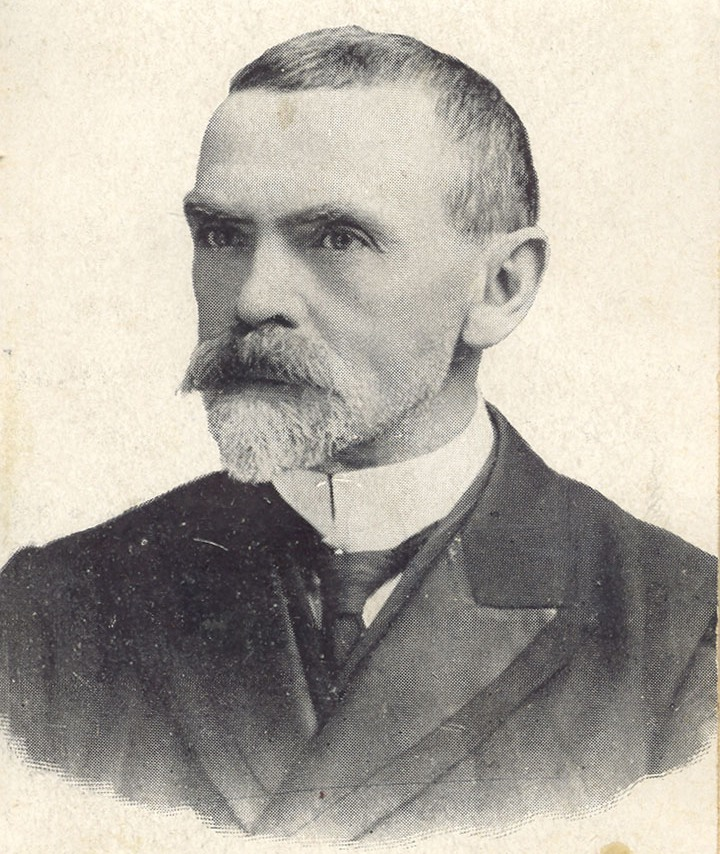
José María Lombana.

## Résultats
| Candidat à la présidence | Candidat à la présidence | Parti ou mouvement      | Votes   | %     |
| ------------------------ | ------------------------ | ----------------------- | ------- | ----- |
|                          | Marco Fidel Suárez       | National                | 216 595 | 52,76 |
|                          | Guillermo Valencia       | Conservateur            | 166 498 | 41,32 |
|                          | José María Lombana       | Libéral                 | 24 041  | 5,90  |
| Autres votes             | Autres votes             | Autres votes            | 42      | 0,01  |
| Total des votes valides  | Total des votes valides  | Total des votes valides | 401 175 | 100   |
| Électeurs enregistrés    | Électeurs enregistrés    | Électeurs enregistrés   | 547 260 | -     |